# Тетрахлороплатинат(II) водорода
Тетрахлороплатинат(II) водорода — неорганическое соединение, комплексное соединение металла платины с формулой H2[PtCl4], красно-коричневый раствор, в свободном состоянии не выделен.

## Получение
- Реакция хлорида платины(II) с концентрированной соляной кислотой:

{\displaystyle {\mathsf {PtCl_{2}+2HCl\ {\xrightarrow {}}\ H_{2}[PtCl_{4}]}}}
- Восстановление гексахлороплатината(IV) водорода щавелевой кислотой:

{\displaystyle {\mathsf {H_{2}[PtCl_{6}]+(COOH)_{2}\ {\xrightarrow {0^{o}C,\tau }}\ H_{2}[PtCl_{4}]+2CO_{2}\uparrow +2HCl}}}

## Физические свойства
Тетрахлороплатинат(II) водорода образует красно-коричневый раствор, в свободном состоянии не выделен.

## Химические свойства
- Разлагается при концентрировании:

{\displaystyle {\mathsf {H_{2}[PtCl_{4}]\ {\xrightarrow {}}\ PtCl_{2}+2HCl\uparrow }}}
- При длительном хранении диспропорционирует:

{\displaystyle {\mathsf {2H_{2}[PtCl_{4}]\ {\xrightarrow {\tau }}\ H_{2}[PtCl_{6}]+Pt\downarrow +2HCl}}}
- Реагирует с щелочами:

{\displaystyle {\mathsf {H_{2}[PtCl_{4}]+2NaOH\ {\xrightarrow {100^{o}C}}\ Pt(OH)_{2}\downarrow +4NaCl+2H_{2}O}}}
- С разбавленным раствором аммиака реакция идёт иначе:

{\displaystyle {\mathsf {H_{2}[PtCl_{4}]+6(NH_{3}\cdot H_{2}O)\ {\xrightarrow {}}\ [Pt(NH_{3})_{4}]Cl_{2}+2NH_{4}Cl+6H_{2}O}}}
- Реагирует с сероводородом:

{\displaystyle {\mathsf {H_{2}[PtCl_{4}]+H_{2}S\ {\xrightarrow {}}\ PtS\downarrow +4HCl}}}
- Восстанавливается атомарным водородом:

{\displaystyle {\mathsf {H_{2}[PtCl_{4}]+2H_{Zn,HCl}^{0}\ {\xrightarrow {}}\ Pt\downarrow +4HCl}}}
- Реагирует с хлором:

{\displaystyle {\mathsf {H_{2}[PtCl_{4}]+Cl_{2}\ {\xrightarrow {}}\ H_{2}[PtCl_{6}]}}}